# 총리와 나
《총리와 나》(總理와 나)는 2013년 12월 9일부터 2014년 2월 4일까지 KBS 2TV에서 방송된 월화드라마이다.

## 등장 인물

### 주요 인물
- 이범수 : 권율(42세) 역 - 국무총리
- 윤아 : 남다정(28세) 역 - 삼류 연예정보지 스캔들뉴스 열애 담당 기자
- 윤시윤 : 강인호(32세) 역 - 권율의 수행과장
- 채정안 : 서혜주(35세) 역 - 국무총리비서실 공보실장, 권율의 대학 후배
- 류진 : 박준기(42세) 역 - 부총리 겸 기획재정부 장관, 나영의 오빠

### 권율의 주변 인물
- 최수한 : 권우리(15세) 역 - 권율의 맏아들, 중학교 2학년
- 전민서 : 권나라(12세) 역 - 권율의 딸, 초등학교 5학년
- 이도현 : 권만세(7세) 역 - 권율의 막내 아들
- 전원주 : 나영순(60세) 역 - 제주도 시절부터 함께 해온 가사도우미
- 이영범 : 심성일(53세) 역 - 권율의 운전기사

### 다정의 주변 인물
- 이한위 : 남유식(60세) 역 - 다정의 아버지
- 최덕문 : 고달표(52세) 역 - 스캔들뉴스 편집장
- 이태리 : 박희철(26세) 역 - 스캔들뉴스 사진기자, 다정의 팀원
- 민성욱 : 변우철(44세) 역 - 일간지 고려일보 정치부 기자

### 안호의 주변 인물
- 김지완 : 강수호(40세) 역 - 인호의 형 (식물인간)

### 준기의 주변 인물
- 윤해영 : 나윤희(45세) 역 - 준기의 아내, 거성그룹 외동딸
- 장희웅 : 배인권(33세) 역 - 준기의 비서실장

### 그 외 인물
- 송민형 : 김태만(65세) 역 - 대통령
- 김종수 : 공택수(50세) 역 - 행정안전부 장관
- 홍성숙 : 장은혜(48세) 역 - 방송국 아나운서 출신, 공택수의 아내
- 이용이 : 이달자(50세) 역 - 교육부 장관의 아내
- 정애연 : 박나영 역 - 권율의 아내
- 고주연 : 루리 역
- 수호 : 한태웅 역 - 권우리의 친구
- 이덕화 : 나윤희의 아버지 역
- 오만석 : 조직폭력배 두목 역
- 송보은 : 총리 경호원 역
- 고규필 : 총리 경호원 역
- 한영제 : 총리 경호원 역
- 김재운 : 총리 경호원 역
- 윤종원 : 요원 역
- 정다빈 : 서혜주 아역

## 시청률
최저 시청률과 최고 시청률은 시청률 조사회사와 지역별로 시청률에 차이가 있을 수 있습니다.
| 2013년 | 2013년    | 2013년         | 2013년       | 2013년         | 2013년       |
| 회차   | 방송일    | TNmS 시청률    | TNmS 시청률  | AGB 시청률     | AGB 시청률   |
| 회차   | 방송일    | 대한민국(전국) | 서울(수도권) | 대한민국(전국) | 서울(수도권) |
| ------ | --------- | -------------- | ------------ | -------------- | ------------ |
| 제1회  | 12월 9일  | 5.4%           | 5.8%         | 5.9%           | 5.4%         |
| 제2회  | 12월 10일 | 5.0%           | 5.9%         | 5.4%           | 5.0%         |
| 제3회  | 12월 16일 | 5.5%           | 6.1%         | 7.3%           | 7.4%         |
| 제4회  | 12월 17일 | 5.8%           | 6.4%         | 6.5%           | 7.0%         |
| 제5회  | 12월 23일 | 6.0%           | 6.1%         | 5.9%           | 5.5%         |
| 제6회  | 12월 24일 | 5.5%           | 5.9%         | 5.7%           | 5.4%         |
| 제7회  | 12월 30일 | 5.8%           | 8.6%         | 8.9%           | 10.0%        |
| 2014년 |           |                |              |                |              |
| 제8회  | 1월 6일   | 6.0%           | 6.1%         | 7.3%           | 8.3%         |
| 제9회  | 1월 7일   | 7.3%           | 8.3%         | 7.3%           | 8.0%         |
| 제10회 | 1월 13일  | 6.9%           | 7.0%         | 6.9%           | 7.1%         |
| 제11회 | 1월 14일  | 6.2%           | 7.3%         | 6.5%           | 6.7%         |
| 제12회 | 1월 20일  | 6.2%           | 6.5%         | 6.1%           | 6.2%         |
| 제13회 | 1월 21일  | 6.0%           | 5.6%         | 6.0%           | 6.3%         |
| 제14회 | 1월 27일  | 5.8%           | 6.7%         | 5.5%           | 6.3%         |
| 제15회 | 1월 28일  | 6.4%           | 7.1%         | 6.1%           | 6.3%         |
| 제16회 | 2월 3일   | 5.7%           | 5.8%         | 4.9%           | 5.6%         |
| 제17회 | 2월 4일   | 5.9%           | 6.3%         | 6.1%           | 6.7%         |

## 수상 경력
- 2013년 KBS 연기대상 베스트커플상, 미니 부문 우수 연기상 윤아
- 2013년 KBS 연기대상 베스트커플상 이범수

## 연장
- 2013년 12월 30일 : 총리와 나 방영 분량이 16부작에서 1회 연장되어 17부작으로 변경.확정되었다.

## 참고 사항
- 극중 강인호 역을 맡고 있는 윤시윤이 해병대 입대하기전 마지막 작품이기도 하다.
- 이범수와 이덕화는 《자이언트》가 종영한지 3년만에 재회하였다.

## 경쟁 프로그램
- 기황후 (MBC, 2013년 10월 28일 ~ 2014년 4월 22일)
- 따뜻한 말 한마디 (SBS, 2013년 12월 2일 ~ 2014년 2월 24일)
- 네 이웃의 아내 (JTBC, 2013년 10월 14일 ~ 2013년 12월 24일)
- 우리가 사랑할 수 있을까 (JTBC, 2014년 1월 6일 ~ 2014년 3월 11일)